# 福井県立金津高等学校
福井県立金津高等学校（ふくいけんりつ かなづこうとうがっこう、英: Fukui Prefectural Kanazu High School）は、福井県あわら市市姫にある公立の高等学校。通称は「金高（きんこう）」。

## 概要
1982年（昭和57年）の開校時には普通科、情報処理科、経理科が設置されていたが、情報処理科、経理科は2009年（平成21年）の県立高等学校再編整備計画によって2014年（平成26年）に新設された福井県立坂井高等学校に編入され、2016年（平成28年）に閉科し、普通科のみになっている。
2005年（平成17年）からあわら市芦原中学校、あわら市金津中学校と連携型中高一貫教育を行っている。また、この学校独自の伝統として、毎朝8時30分から10分間の「朝読書」が2002年（平成14年）から行われている。

## 沿革
- 1981年（昭和56年）
  - 7月7日 - 校舎敷地を金津町南金津（現・あわら市市姫4丁目）に決定する。
  - 10月3日 - 校地造成工事が着工する。
- 1982年（昭和57年）
  - 4月2日 - 県教育庁指導課に金津高等学校開校準備会が設置される。
  - 10月1日 - 福井県立学校設置条例の一部改正により福井県立金津高等学校が設置され、月輪恭成が初代校長に就く。金津町役場（現・あわら市役所）内に事務室を設置。
  - 10月25日 - 校訓、校章、スクールカラーが決まる。
  - 12月24日 - 情報処理科、経理科、普通科の3学科を設置。
- 1983年（昭和58年）
  - 1月18日 - 体育館が竣工。
  - 2月10日 - 第1期工事普通教棟（南校舎）、特別教棟（東）が竣工。
  - 4月7日 - 開校式、第1回入学式を行う。
  - 6月12日 - プールが竣工。
  - 8月30日 - 第2期工事特別教棟（西）が竣工。
- 1984年（昭和59年）
  - 2月13日 - 電子計算機工事が完了し、始動式を行う。
  - 3月15日 - 第2期工事管理棟、普通教棟（北校舎）、武道館、部室が竣工。
  - 3月23日 - 校歌発表会を開催。
- 1986年（昭和61年）3月8日 - 第1回卒業式、同窓会設立総会を行う。
- 1987年（昭和62年）
  - 3月8日 - 校樹を「梅」に制定。
  - 5月27日 - 第2体育館が竣工。
  - 10月30日 - 第38回放送教育研究会全国大会会場校として研究発表を行う。
- 1991年（平成3年）4月1日 - 日本体育・学校健康センター、県教育委員会研究指定校となる（1991年 - 1992年度の2年間指定）。
- 1992年（平成4年）10月31日 - 創立10周年の記念事業として、校地総合緑化植樹およびソーラー時計埋込み記念石碑の設置などを行う。
- 1997年（平成9年）4月1日 - IPT活動（総合的な学習）を本格実施。
- 2002年（平成14年）4月1日 - 文部科学省から人権教育研究指定校として指定される（2002年 - 2003年度の2年間指定）。
- 2004年（平成16年）
  - 1月19日 - 文部科学省から中高一貫教育推進校に指定される。
  - 4月1日 - ホーム制を廃止。
  - 6月25日 - 普通教室、特設教室に冷房設備を設置。
- 2005年（平成17年）
  - 3月2日 - 北校舎屋上に太陽光発電設備を設置。
  - 4月1日 - あわら市金津中学校、あわら市芦原中学校との連携型中高一貫教育校となる。
- 2008年（平成20年）9月24日 - 中国・魯迅中学校と友好関係締結。
- 2016年（平成28年）3月 - 商業科（情報処理科、経理科）が閉科[3][4]。
- 2018年（平成30年）8月 - 全普通教室にプロジェクターを設置。
- 2022年（令和4年）3月 - グラウンド大規模改修完了。

## 基礎データ

### アクセス
- 北陸新幹線・ハピラインふくい線 芦原温泉駅 徒歩15分
- 京福バス「金津高校前」停留所 徒歩1分

### 象徴

#### 校訓
校訓の「親・真・信」は学校の理念である「自然や人間・社会と親しみ、真理を体得し、信念を持って生きる」からとられている。

#### 校歌
1983年の開校時には、校歌は制定されていなかったが、生徒や保護者の要望により初代校長の月輪恭成が詩人の谷川俊太郎に作詞を、歌謡曲を多く手がけた服部公一に作曲をそれぞれ依頼し、1984年3月には第1体育館で校歌発表会が行われた。歌詞は校訓の「親・真・信」をふまえ、「天」「地」「人」に問いかけることによって、青春の夢を求めて生き抜く真摯な姿を表現している。

## 部活動
- 運動部 - 野球、サッカー、ハンドボール、ソフトテニス、バレーボール（女）、卓球、アーチェリー、剣道、バドミントン、陸上、バスケットボール、カヌー
- 文化部 - 吹奏楽、茶道、華道、新聞、ESS、放送、美術、将棋、演劇、JRC

## 著名な卒業生
- 平尾憲映（起業家）
- 堀田庸元（作曲家、編曲家）
- 笹原修之（県議会議員）
- 松川秀仁（ラジオパーソナリティ）
- 田中佳子（料理研究家）
- 森田理沙子（シンガーソングライター）
- 中谷有希（フリーアナウンサー）

## 著名な教職員
- 岡田健志（ナレーター）- 非常勤講師